# ويل يونغ
ويليام روبرت «ويل» يونغ (بالإنجليزية: Will Young) (ولد في 20 يناير 1979) مغني وكاتب أغاني وممثل بريطاني من وكينغهام، إنجلترا،  برز نجمه بعد فوزه بالموسم الافتتاحي من برنامج المواهب "بوب آيدول" على قناة ITV عام 2002، ليصبح أول فائز بسلسلة "آيدول" العالمية. صدرت أغنيته المنفردة الأولى "أي شيء ممكن" / "إيفرغرين" بعد أسبوعين من نهاية البرنامج، وأصبحت أسرع أغنية منفردة مبيعًا في المملكة المتحدة. كما حلّ يونغ في المركز الخامس في برنامج "آيدول" بأداء أغنية "لايت ماي فاير" من تأليف فرقة "ذا دورز".

## نشأتها
وُلِد يونغ في 20 يناير 1979 في ووكينغهام، بيركشاير، وهو ثاني أكبر أبناء روبن يونغ، مدير شركة هندسية، وآنا بيل يونغ، وُلد يونغ قبل موعده بستة أسابيع، وكان أكبر بعشر دقائق من شقيقه التوأم، روبرت، الذي توفي في يوليو 2020. لديه أيضًا أخت أكبر منه تُدعى إيما.
وُلد يونغ لعائلة ثرية من الطبقة المتوسطة العليا، تربطها علاقات وثيقة بالحكومة البريطانية والخدمات العسكرية. كان جده ديجبي أريتاس يونغ ملازمًا في سلاح الجو الملكي، وكان جده الأكبر هو العقيد السير أريتاس ويليام يونغ، الذي انضم في عام 1795 وهو في السابعة عشرة من عمره إلى الجيش البريطاني وخدم في أيرلندا ومصر قبل أن يقاتل في حرب شبه الجزيرة. تم تعيين أريتاس لاحقًا في ترينيداد وتولى في النهاية مسؤولية الحكومة الترينيدادية، قبل أن ينتقل إلى ديميرارا حيث تم تعيينه حاميًا للعبيد. أصبح أريتاس الحاكم السادس لجزيرة الأمير إدوارد في عام 1831، وبعد ثلاث سنوات منحه الملك ويليام الرابع لقب فارس. كان أحد أبناء أريتاس هو السير هنري يونغ، الحاكم الخامس لجنوب أستراليا، وأول حاكم لتسمانيا لاحقًا.

## روابط خارجية
- الموقع الرسمي
- ويل يونغ ديسكغرفي في ديسكوغس.
- ويل يونغ على موقع IMDb (الإنجليزية)
- ويل يونغ على موقع ألو سيني (الفرنسية)
- ويل يونغ على موقع ميوزك برينز (الإنجليزية)
- ويل يونغ على موقع قاعدة بيانات الأفلام السويدية (السويدية)
- ويل يونغ على موقع إن إن دي بي (الإنجليزية)
- ويل يونغ على موقع أول ميوزيك (الإنجليزية)
- ويل يونغ على موقع ديسكوغز (الإنجليزية)
- ويل يونغ على موقع قاعدة بيانات الفيلم (الإنجليزية)
- ويل يونغ على موقع كينوبويسك (الروسية)

.